# ماكس سانتوس
ماكس سانتوس (بالإنجليزية: Max Santos)‏ هو لاعب كرة قدم أمريكي، ولد في 30 يناير 1982 في ذا برونكس في الولايات المتحدة.

## وصلات خارجية
- ماكس سانتوس على موقع IMDb (الإنجليزية)
- ماكس سانتوس على موقع ميوزك برينز (الإنجليزية)
- ماكس سانتوس على موقع أول ميوزيك (الإنجليزية)
- ماكس سانتوس على موقع أول ميوزيك (الإنجليزية)